# Адрієн Унгбеджі
Адрієн Унгбеджі (нар. 5 березня 1942) — бенінський політичний діяч. Був головою Національної асамблеї Беніну з 1991 до 1995 року, очолював уряд країни з 1996 до 1998 року, удруге очолював Національну асамблею з 1999 до 2003 року. Брав участь у всіх президентських виборах, починаючи з 1991 року.

## Біографія
Адрієн Унгбеджі народився в Аплаху (Бенін) 1942 року. Здобув ступінь доктора права в Паризькому університеті 1967 року. У серпні 1968 року заснував адвокатську фірму у місті Котону.
У цей час він був палким супротивником режиму Матьє Кереку, у лютому 1975 року його було заарештовано. 5 березня 1975 Унгбеджі вийшов з в'язниці й утік з країни; невдовзі після цього його було засуджено до смерті. Він вирушив до Парижа, потім у Дакар (Сенегал), де викладав право, після цього він поїхав у Лібревіль (Габон), де знову мав юридичну практику.
В Габоні він зблизився з президентом Омаром Бонго, який допоміг Унгбеджі повернутись на батьківщину 1989 року, відправивши його на літаку разом із державним міністром Габону одним літаком. У лютому 1990 року Унгбеджі приєднався до Національної конференції, що опрацьовувала перехід країни до багатопартійної системи. Був на боці Кереку під час обрання прем'єр-міністра, проте перемогу здобув Нісефор Согло. Хоча багато спеціалістів вважають Унгбеджі прибічником Кереку за часів Національної конференції, проте сам він заявляв, що був «поміркованим опонентом» режиму Матьє Кереку. У березні 1990 року він заснував Демократичну партію відродження, а на початку 1991 був обраний до Національної асамблеї Беніну. Брав участь у президентських виборах того ж року, посівши п'яте місце з 4,54 % голосів виборців. Того ж року був обраний головою Національної асамблеї, цю посаду обіймав до 1995.
Під час парламентських виборів 1995 року партія Унгбеджі, разом з іншими партіями, опозиційними до президента Согло, здобула більшість у Національній асамблеї,. Унгбеджі посів третє місце у першому турі президентських виборів 1996 року, набравши 19,71 % голосів, після чого підтримував Кереку у другому турі. У квітні того ж року президент Кереку призначив Унгбеджі на пост прем'єр-міністра, який він займав упродовж двох років. 8 травня 1998 року Унгбеджі вийшов у відставку разом із трьома іншими міністрами, що представляли його партію в уряді; 14 травня посаду прем'єр-міністра було ліквідовано.
Унгбеджі разом зі своєю партією брав участь у парламентських виборах 1999 року як опозиційна сила. В результаті цих виборів опозиційні партії знову набрали більшість у Національній асамблеї; Унгбеджі було обрано на пост голови Асамблеї вдруге 29 квітня. Він займав цю посаду до 2003 року. Також його було обрано на посаду співголови Африкансько-Карибсько-Тихоокеансько-Європейського Союзу (ACP-EU) 2001 року.
На президентських виборах 2001 року Унгбеджі набрав 12,62 % голосів; колишній президент Согло посів друге місце.
13 лютого 2003 року Унгбеджі було обрано на пост мера столиці Беніну Порто-Ново; того ж дня він вступив на посаду. 2003 року Унгбеджі був переобраний до Національної асамблеї, а у квітні того ж року він залишив опозицію та приєднався до пропрезидентської більшості. У червні 2003 року він вийшов у відставку з посту мера Порто-Ново.
2006 року Унгбеджі знову брав участь у президентських виборах, а відсутність у перегонах головних його суперників — Согло та Кереку — робила його фаворитом цих виборів. У першому турі, 5 березня, він посів друге місце, набравши близько 24 % голосів, натомість Яї Боні отримав близько 35 %; у другому турі виборів, 19 березня, Унгбеджі зазнав поразки; Яї Боні набрав 75 % голосів виборців.
2007 року Унгбеджі був переобраний до Національної асамблеї. 2011 року він знову став головним суперником Яї Боні під час президентських виборів, при цьому Унгбеджі намагався оскаржити офіційні результати виборів.
Будучи членом Академії наук (фр. Académie des Sciences d’Outre Mer), у жовтні 2005 року Унгбеджі написав книжку «Il n'y a de richesse que d'hommes», в якій виклав своє бачення подальшого розвитку Беніну й Африки в цілому.